# Ágnes Osztolykánová
Ágnes Osztolykánová (* 3. listopadu 1974 Csenger) je maďarská politička romského původu.
Vystudovala politologii na Univerzitě v Miskolci a pracovala jako učitelka v osmém budapešťském obvodu. Věnovala se právům romské menšiny v Open Society Foundations a na maďarském ministerstvu sociálních věcí vedla program Dekáda romské integrace.
V letech 2010–2014 byla první romskou poslankyní maďarského parlamentu. Byla zvolena za stranu Politika může být jiná a působila jako místopředsedkyně výboru pro vzdělávání, vědu a výzkum. V roce 2011 obdržela Mezinárodní cenu ženské odvahy udělovanou americkým ministerstvem zahraničí. Od roku 2016 pracuje na maďarském ministerstvu školství.
Jejím manželem je herec János Balogh, mají jednoho syna.